# Cefalodio

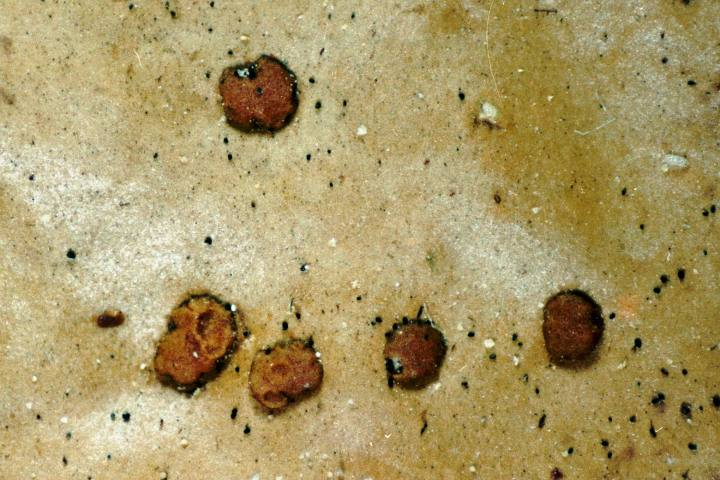
Cefalodio en la superficie del liquen Peltigera aphthosa.

Un cefalodio es una estructura histológica de los hongos liquenizados donde se lleva a cabo una simbiosis con un alga, el fotosimbionte secundario, diferente a la que se encuentra en el talo principal, fotobionte primario. Son estructuras poco comunes conociéndose tan solo unas 400 especies que los presentan.
Los cefalodios son zonas delimitadas por hifas del hongo tanto en el interior como en el exterior del cuerpo del liquen con morfologías verrugosas, globosas o incluso ramificadas. El fotobionte secundario es siempre una cianobacteria, siendo los más comunes Nostoc y Stigonema que aumentan la formación de compuestos nitrogenados para el simbionte gracias a la capacidad de estas algas para fijar nitrógeno atmosférico. Estas estructuras sólo aparecen en líquenes en los que el fotobionte primario es una clorofícea y su presencia y número están definidos por la propia genética del hongo existiendo especies que poseen varios cefalodios en el mismo talo y con fotobiontes diferentes. Su desarrollo comienza con la captación por parte de hifas del hongo de células algares libres. Esta captación puede ser realizada por hifas del córtex, la capa más superficial, o por hifas de la médula a través de roturas, la capa interna, formando cefalodios externos (ectotróficos) en la cara inferior o superior e internos (endotróficos) respectivamente.